# Овечье молоко

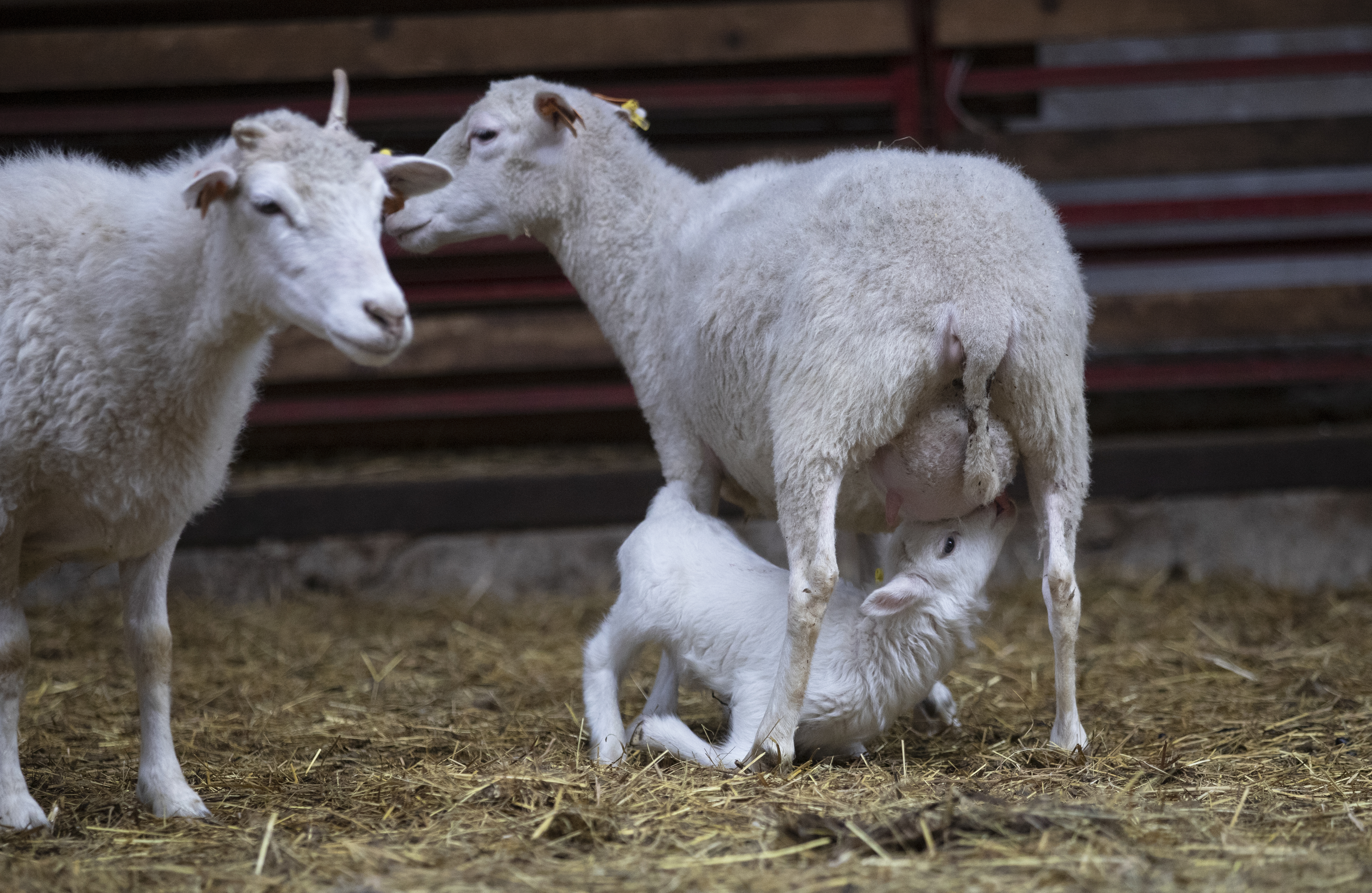
Кормление ягнёнка молоком овцы

Ове́чье молоко́ — естественное природное материнское молоко, вырабатываемое в виде секрета молочных желёз овцами (лат. Ovis aries) для кормления своих новорождённых ягнят и используемое людьми после дойки одомашненных и сельскохозяйственных животных овцеводства в качестве пищевого продукта (питья) и/или сырья для производства разнообразных кулинарных изделий и блюд.

## Особенности
Овечье молоко является популярным продуктом питания и сырьевой основой кулинарных изделий среди населения Крыма, Италии, Средней Азии, Кавказа и других регионов мира. Оно обладает специфическим вкусом и запахом, поэтому, обычно, не употребляется в пищу в цельном сыром виде. Чаще всего используется для производства кисломолочной продукции, в основном сыров (фета, брынза, рокфор, пекорино, чечил, цфатит и др.), либо масла. При свёртывании кислого овечьего молока, его хлопья более крупные.

### Состав и пищевая ценность

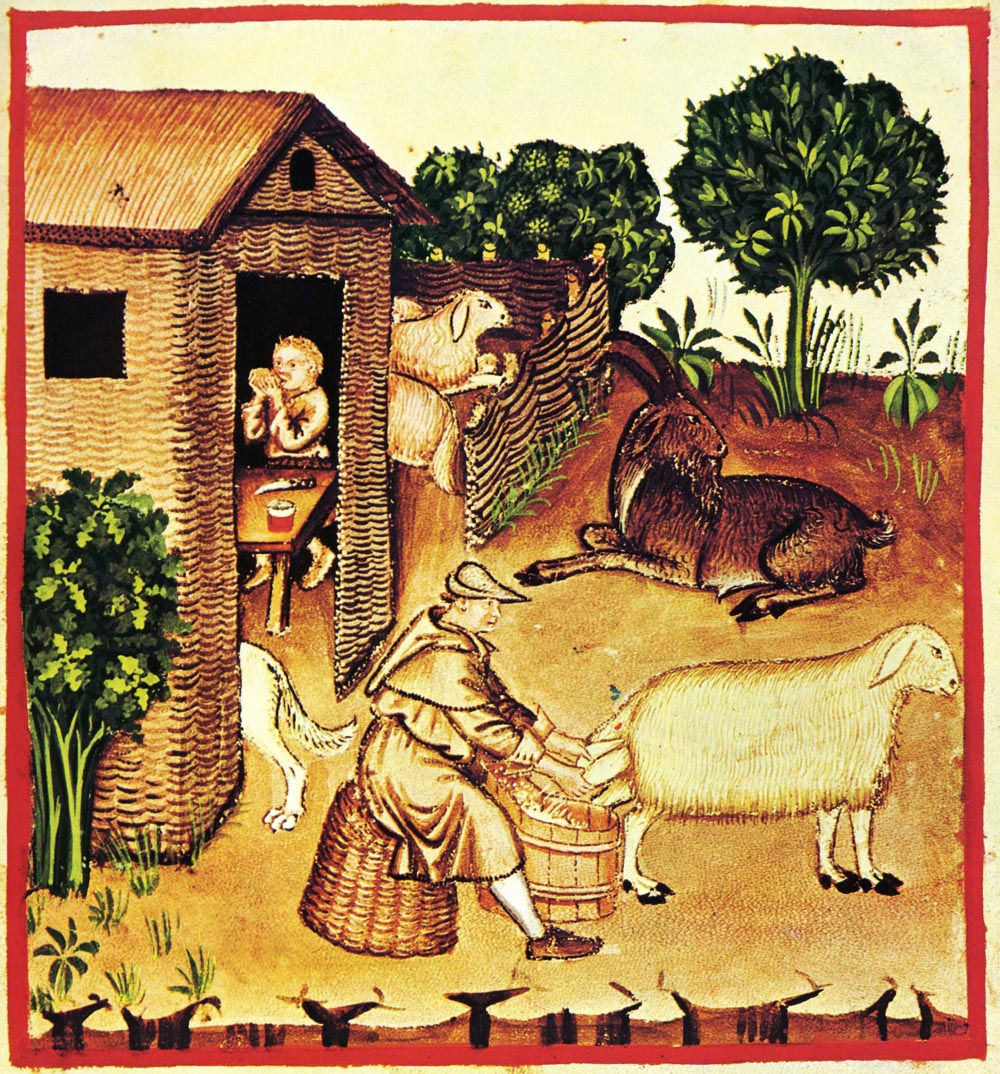
«Дойка овцы», рис. XIV века

Овечье молоко в полтора раза гуще, жирней и питательней коровьего; содержит больше витаминов A, B1, B2 и казеина. При регулярном употреблении овечьего молока улучшается деятельность головного мозга и увеличивается поступление кислорода к биологическим клеткам организма; молоко принимает участие в синтезе протеинов, а также оно является прекрасным антиоксидантом. Учитывая большое количество кальция, овечье молоко снижает риск возникновения остеопороза и укрепляет костно-хрящевую основу скелета организма человека. Помогает в укреплении иммунитета после серьёзных заболеваний. Овечье молоко богато цинком, благоприятно влияющего на состояние кожного покрова. Овечье молоко рекомендуется для употребления людям с аллергией или непереносимостью коровьего и козьего молока, а также при астмах, экземах. Благодаря содержанию витамина A, улучшается зрение и снижает риск возникновения заболеваний глаз. Благодаря содержанию хлоридов уменьшаются отеки, которые также способствуют выведению из организма токсинов. Учитывая высокое содержание калия, овечье молоко положительно сказывается на деятельности сердечно-сосудистой системы и снижает риск возникновения инфаркта, инсульта и иных сопутствующих проблем.

## Использование в кулинарии

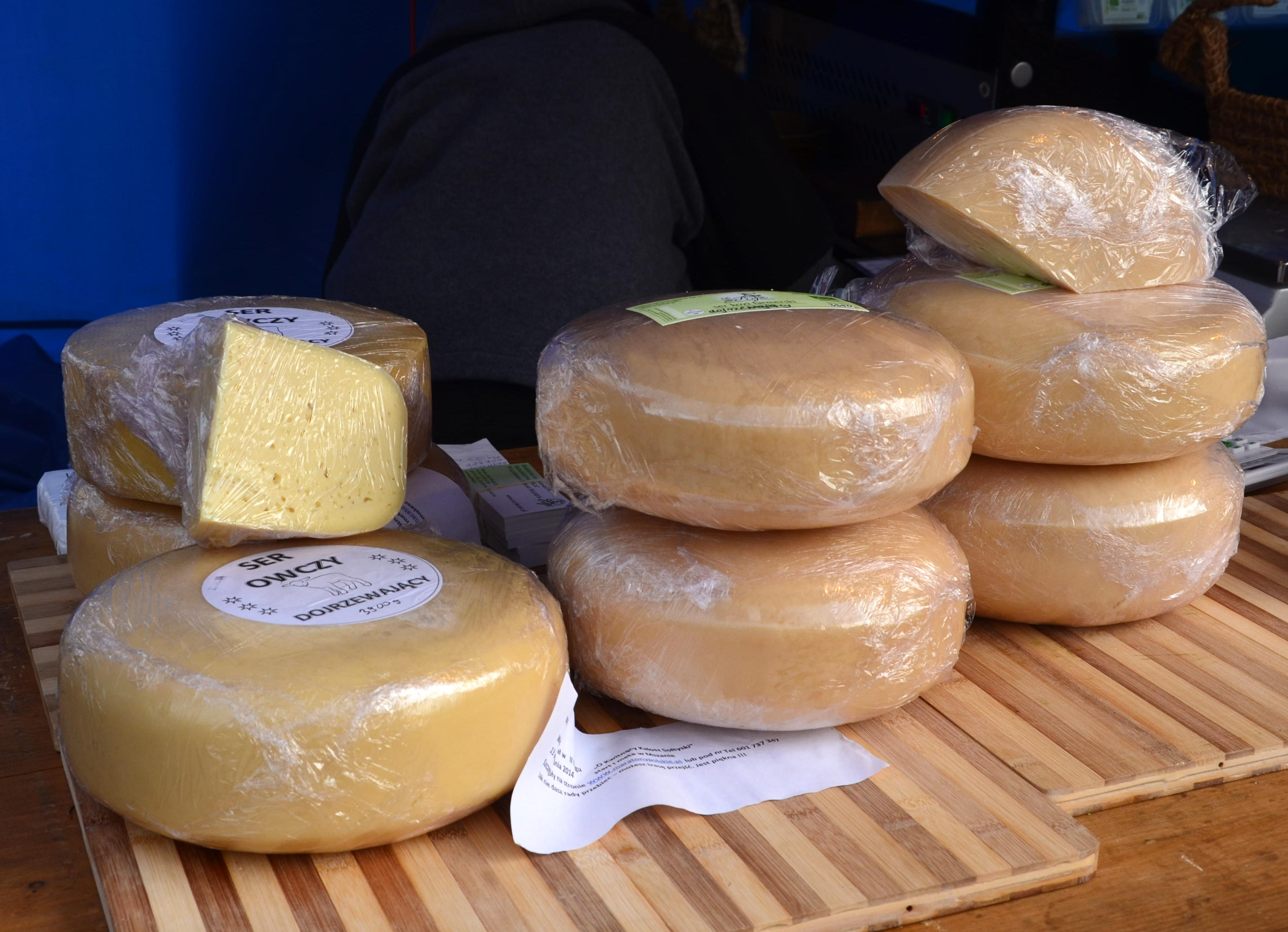
Сыры из овечьего молока

Подобно коровьему и иному молоку, овечье молоко используют в кулинарии. Из него готовят йогурты, сыры (брынзу) и творог, сливочное масло и другие кисломолочные продукты.

## Возможные негативные реакции
Овечье молоко может быть аллергенным продуктом для некоторых людей. Следует отказаться от употребления овечьего молока при гастрите, колите и язвенной болезни. Чтобы не вызвать серьёзных проблем не стоит злоупотреблять овечьим молоком из-за его высокой калорийности и жирности.